# Cara/Balla balla ballerino
Cara/Balla balla ballerino è un singolo del cantautore italiano Lucio Dalla, pubblicato nel marzo 1981.

## Descrizione
La copertina del disco riprende quella dell'album che contiene i due brani, ed è una fotografia realizzata da Renzo Chiesa realizzata agli Stone Castle Studios di Carimate, s'incentra sul cappello di lana dell'artista sovrastato dai suoi occhiali, ed è diventata iconica per il cantautore.
Cara, in origine si chiamava Dialettica dell'immaginario, perché all'inizio era nata come meccanismo progressivo d'invenzione del desiderio;.
Il testo è una riflessione di un innamorato che pensa a una ipotetica sua amata, una ragazza molto più giovane di lui, che tuttavia sente ormai lontana.
Il brano sul lato B è Balla balla ballerino; secondo una leggenda metropolitana che molti hanno contribuito a dimostrare infondata, tra cui Federico Guglielmi, il brano avrebbe un riferimento alla strage di Bologna. La canzone era già presente nell'album "Dalla" uscito nel 1980.

## Tracce
Lato A
1. Cara – 5:38 (Lucio Dalla)

Lato B
1. Balla balla ballerino – 5:46 (Lucio Dalla)